# Майо, Франсуа
Франсуа Клеман Майо (фр. François Clément Maillot; 18 февраля 1804, Брие (Мёрт и Мозель) — 24 июля 1894, Париж) — французский медик, военный врач, доктор медицины (1828).

## Биография
Окончил лицей в Меце. Затем поступил в военный госпиталь форта Мозель, чтобы стать военным медиком.
В 1828 году стал доктором медицины в Париже. В 1832 году был отправлен в Алжир, где видел, как болотные лихорадки и малярия уносили тысячи жертв.

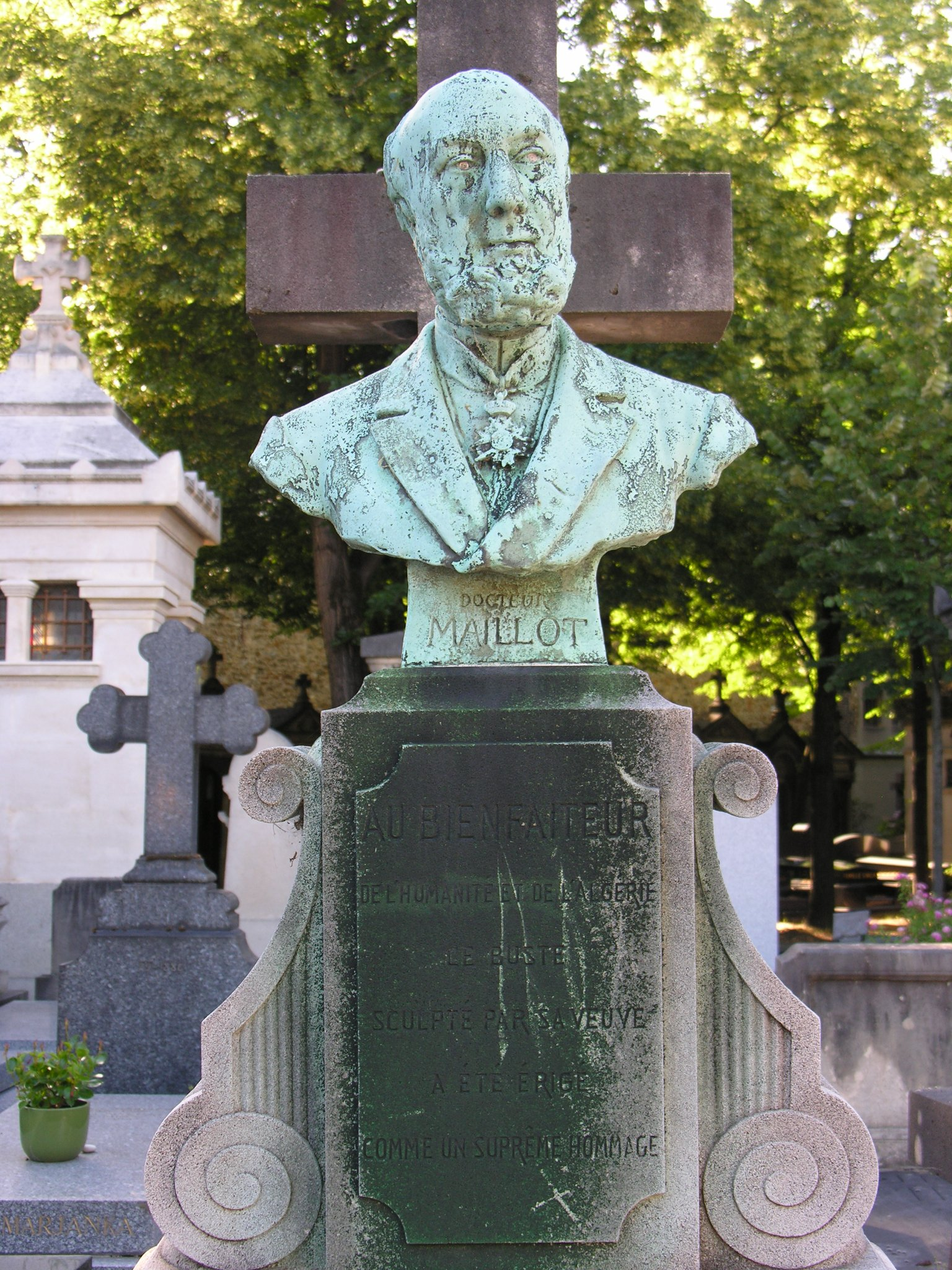
Могила Ф. Майо на кладбище Монпарнас

В то время Ф. Бруссе был на вершине своей славы, и потому больных лечили громадными и частыми кровопусканиями: «трупы умерших солдат были буквально обескровлены». Видя крайний вред кровопусканий, Ф. Майо отказался от них и стал лечить болотную лихорадку хинином. С 1834 года заставлял солдат африканской армии применять новое лечение, основанное на сульфате хинина. Прославился применением хинина в больших дозах при злокачественной малярии. Смертность в его палатах сразу и резко упала с 33 % до 5 %, но Ф. Бруссе, упорствуя в своём способе лечения, после долгих преследований добился увольнения Ф. Майо в отставку.
Вернувшись на родину, работал рядовым врачом, был профессором, читал лекции в Госпитале Валь-де-Грас.
В 1847 году получил звание главного врача и в 1864 году стал президентом Совета здравоохранения французской армии. Свой метод лечения он описал, среди прочего, в «Recherches sur les fièvres intermittentes du nord de l’Afrique» (1835) и «Traité des fièvres ou irritations cerébro-spinales intermittentes» (1836).
Под конец его жизни французский парламент назначил ему пенсию в виде народной награды.
Умер в Париже и похоронен на кладбище Монпарнас.